# Adinarayanahalli, Gudibanda
Adinarayanahalli là một làng thuộc tehsil Gudibanda, huyện Kolar, bang Karnataka, Ấn Độ.